# Zofia Charewicz
Zofia Charewicz, znana również jako Zofia Grąziewicz, Zofia Tomaszewska-Charewicz, Zofia Tomaszewska-Grąziewicz, Zofia Tomaszewska (ur. 12 stycznia 1944 w Łodzi) – polska aktorka teatralna i filmowa.

## Życiorys
W 1966 roku ukończyła studia na Wydziale Aktorskim PWSTiF w Łodzi. Aktorka Teatru Polskiego w Warszawie. Debiutowała w teatrze 7 kwietnia 1967 roku.

## Filmografia
- 1965: Powrót doktora von Kniprode − Helga von Kniprode, siostrzenica doktora
- 1970: Doktor Ewa − Irena, koleżanka Ewy na stażu (odc. 1)
- 1972: Chłopi (odc. 13)
- 1972: Szklana kula − pielęgniarka przy łóżku ojca Ryśka
- 1974: Ile jest życia − nauczycielka (odc. 4)
- 1974: Siedem stron świata − matka Maćka (odc. 2)
- 1976: Daleko od szosy − nauczycielka (odc. 1 i 4)
- 1976: Inna − nauczycielka
- 1976: Niedzielne dzieci − Barbara Bilska
- 1976: Zagrożenie − pielęgniarka
- 1978: Rodzina Połanieckich (odc. 7)
- 1978: Ślad na ziemi − Brygida, córka Oleksiaka (odc. 2)
- 1978: Umarli rzucają cień − kobieta w klubie w Berlinie
- 1979: Kobieta i kobieta − robotnica
- 1981: Vabank − żona Kwinty
- 1981: Wahadełko − wychowawczyni w sanatorium
- 1987: Bez grzechu − przedstawicielka zakładów odzieżowych „Wisła” wręczająca książeczki mieszkaniowe
- 1988: Pogranicze w ogniu − Maria Matusiak, matka Doroty (odc. 1)
- 1989: Bal na dworcu w Koluszkach
- 1990: Ucieczka z kina „Wolność” − bileterka w kinie „Wolność”
- 1999: Moja Angelika
- 2000: Dom (odc. 24)
- 2003: Ciało − ekspedientka
- 2003: M jak miłość − sąsiadka Radomskiej, świadek na jej procesie (odc. 161)
- 2007: Determinator − Kutrzebina (odc. 9)
- 2007: Jutro idziemy do kina − Rózia
- 2008–2010: Czas honoru − pani Rozalia
- 2008: Teraz albo nigdy! − starsza pani (odc. 9, 12 i 22)
- 2009: Siostry − siostra Zwadowska (odc. 8)
- 2009: Sprawiedliwi − Barbara Kowalska współcześnie
- 2010: Chichot losu − pani Aniela, opiekunka Agnieszki i Karola (odc. 1, 7 i 12)
- 2010: Hotel 52 − Helena Brodowska (odc. 17)
- 2011: Na dobre i na złe − grafolog Ewa (odc. 437)
- 2011: Przepis na życie − sprzedawczyni pierogów (odc. 7, 11-13)
- 2011: Rezydencja − Łucja Grabowska, matka Elżbiety i babcia Basi
- 2013: Komisarz Alex − Teresa, matka Mikołaja (odc. 31)
- 2015: Prawo Agaty – Halina Piwowar (odc. 90)
- 2015: O mnie się nie martw – Amelia Borowiec (odc. 25, 26)
- 2015: Czerwony pająk – pani z pieskiem
- 2015–2016: Singielka – Genowefa Jóźwiak, babcia Elki i Natalii
- 2016: Ja, Olga Hepnarová – babcia Olgi
- 2017: Na dobre i na złe – Helena (odc. 667)
- 2018: Miłość jest wszystkim – starsza pani w szpitalu

## Teatr Telewizji
Zagrała w kilkunastu spektaklach teatru telewizji, m.in. jedną z głównych ról w spektaklu zatytułowanym Dłużnicy.